# Быстрик (приток Большой Верейки)
Быстрик — река в Воронежской области России. Устье реки находится в 23 км от устья реки Большая Верейка по левому берегу.
Длина реки составляет 14 км, площадь водосборного бассейна — 90,4 км².
Берёт начало в селе Ломово. На реке находятся населённые пункты Васильевка и Большая Верейка.

## Данные водного реестра
По данным государственного водного реестра России относится к Донскому бассейновому округу, водохозяйственный участок реки — Дон от города Задонск до города Лиски, без рек Воронежот (от истока до Воронежского гидроузла) и Тихая Сосна, речной подбассейн реки — бассейны притоков Дона до впадения Хопра. Речной бассейн реки — Дон (российская часть бассейна).
Код объекта в государственном водном реестре — 05010100812107000002174.